# Psilochorus agnosticus
Psilochorus agnosticus là một loài nhện trong họ Pholcidae. Loài này được phát hiện ở México.